# 自動化載具

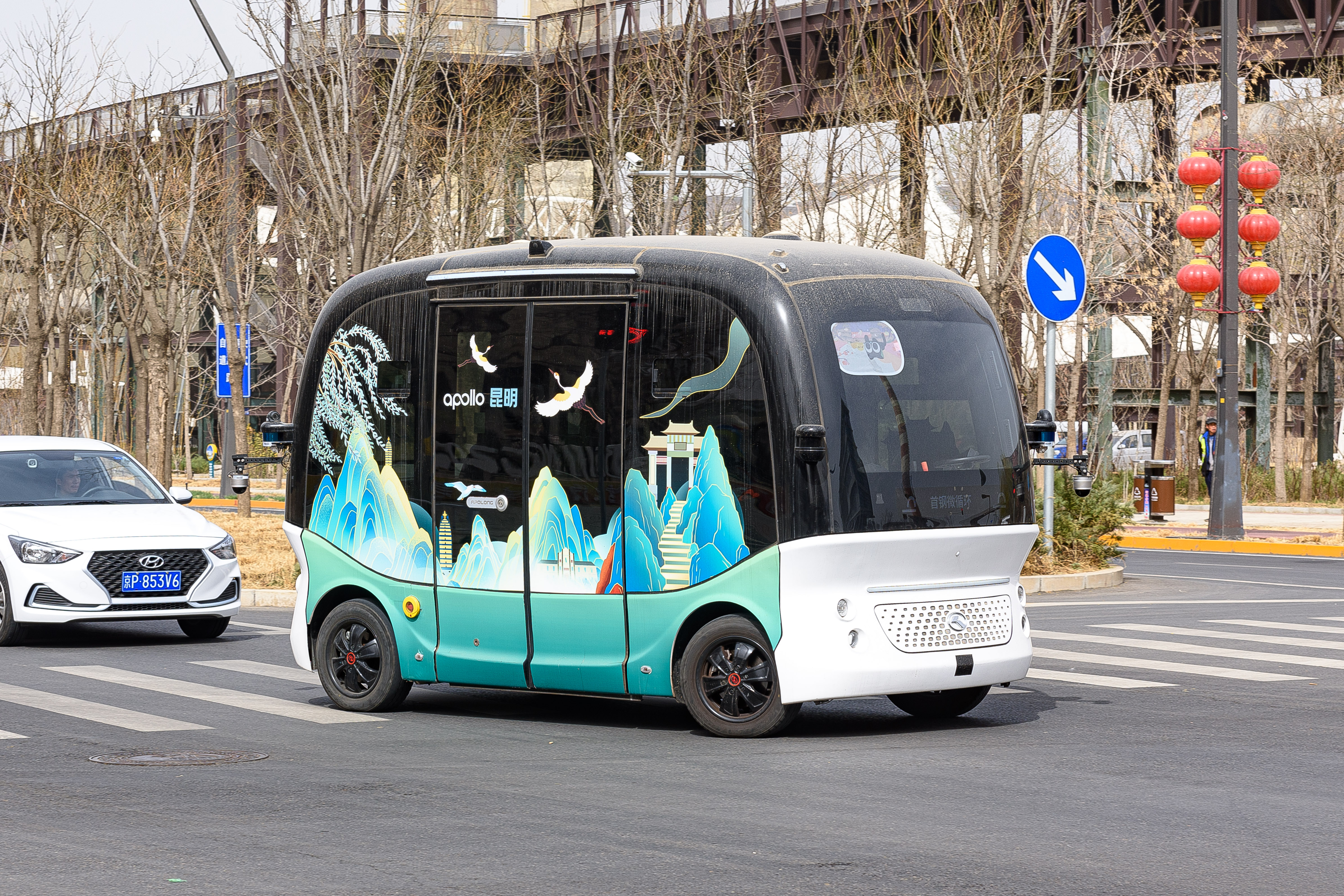
北京首钢园里一台用于穿梭巴士的金龙“阿波龙”无人驾驶小巴

載具自動化（英語：vehicular automation）指透過將機械電子學、人工智能及多智能體系统（multi-agent system）應用於載具上，以協助操作者控制載具（汽車、飛機、船或其他類型載具等）。
具有自動化功能的載具都可歸類為智能型，英文即intelligent或smart。
機器採用自動化功能取代部分人手操作，為人類完成各種艱辛的工作(如導航系統)，可歸類為半自動化，即semi-autonomous；完全依靠自動化功能即可以歸類為機械化(robotic) ,自動化(autonomous)或無人駕駛(Self-driving)。詳看無人載具
兩種自動化模式皆為現今各種載具所採用，包括無人駕駛汽車、航機(使用自動駕駛儀)、無人駕駛飛機、行星探測車、導向火箭及導彈。隨著自動化載具越來越普及，它對人類的影響亦漸加深遠。

## 概述
一般而言，自動駕駛系統(automated driving system)是一款由多個獨立自動化系統 (automated systems)組成的集成組件。自動駕駛代表著駕駛者將自己的駕駛工作轉移到自動化系統上，也可以隨時介入重新操控載具。
維也納道路交通公約(Vienna Convention on Road Traffic)修正案第一章將自動駕駛系統定義：
(ab)"Automated driving system" refers to a vehicle system that uses both hardware and software to exercise dynamic control of a vehicle on a sustained basis.
“自動駕駛系統”是一款車載系統，透過各種硬件及軟件功能持續地控制汽車自身的動態。
(ac) "Dynamic control" refers to carrying out all the real-time operational and tactical functions required to move the vehicle. This includes controlling the vehicle’s lateral and longitudinal motion, monitoring the road environment, responding to events in the road traffic environment, and planning and signalling for manoeuvres.
“動態控制”指控制汽車移動所需的實時且具策略性的功能。包括縱向及橫向移動控制、道路環境監察、道路狀況應對、規劃及指令控制等等。

## 自動功能等級
汽車的自動功能一般分為六個等級，此分級制度由國際汽車工程師學會(Society of Automotive Engineers (SAE))制訂。 詳看自動駕駛汽車
等級0: 無任何自動駕駛功能。
等級1: 輔助駕駛 - 在特定情況下，載具可自主控制轉向或速度。
等級2: 部分自動駕駛 - 在特定情況下，載具可自主控制轉向及速度。
等級3: 有條件自動駕駛 - 在正常環境下，載具可自主控制轉向及速度，且需要在駕駛員監測下進行。
等級4: 高度自動駕駛 - 在正常環境下，載具可自主航行而毋須在駕駛員監測下進行。
等級5: 全自動駕駛 - 載具可在任何情況下自主航行。
等級0代表載具沒有採用如主動巡航控制系統般的自動駕駛系統。
等級1及等級2代表載具的一部份駕駛工作由內置的高級輔助駕駛系統（Advanced Driver Assistance Systems，縮寫成ADAS）執行，同時駕駛者亦需為其操作負上責任。
使用等級3自動功能，駕駛者可按情況將駕駛工作轉交到載具系統處理。但當系統派不上用場時，駕駛者需重新接手駕駛工作。例如，交通堵塞自動駕駛儀(automated traffic jam pilot)可幫助載具自動於交通堵塞的道路下行駛，但交通堵塞結束後，駕駛者需重新控制載具。
等級5代表載具已不需任何人類駕駛者操作。
“等級2+”(Level 2+)、“等級2加強版”(enhanced level 2) 或“半自動駕駛”(semi-automated)是界乎等級2及等級3的自動駕駛系統。這些系統的開發是建基於等級2系統的基本功能，但開發商及監管者並未打算將它們歸類為等級3，因此這種非正式的自動等級就應運而生。對比普通的等級2系統，它們更加安全及舒適。等級2+的汽車除了價格低之外，附有內部監測科技以監測駕駛者的專注力；當載具進出公路，可依靠自動適配融合功能(adaptive merging)；加強版自動緊急煞車(Automatic emergency braking, AEB)則保障了行人、騎單車及電單車人士安全。

## 自動汽車的科技應用
要達成汽車自動化，最主要是依靠人工智能。為達成汽車完全自動化，各自動化等級的系統必須由下到上經過嚴格測試及實踐，才可以上升到另一個等級。透過運用不同自動化系統，如自動導航、汽車防撞及轉向系統，開發商便可以從中發展出更多高等級的自動化系統。這些人工智能系統透過不斷學習，便能夠控制汽車各個自動化系統及處理各項數據。開發商也希望針對自動汽車研發出相應的人工智能。不過多方都認為這科技還需要更進一步開發才可以發展出全自動化載具。
自動汽車內其中一個最為重要的系統就是感知系統(英語：perception system)。要自動化技術得以發展，需要感知系統全面發展及通過各項良好的測試。另一方面，自動汽車的功能亦強調要做到盡善盡美，因為假如系統存有瑕疵，駕駛者的生命就會受到威脅。某意義上，感知系統的作用是充當人類的感官，偵測駕駛時的各種危險，並為危險作好修正及準備。
隨著自動化系統的發展，開發商發展出各種汽車輔助功能，這些功能稱為高級輔助駕駛系統(英語：advanced driver-assistance systems)，作用包括執行平行泊車及緊急剎車等功能。除了這些系統之外，自動導航系統亦於發展中扮演著重要的角色。導航系統有兩種方式運作:一是依靠車輛與車輛之間的感應，二是依靠基礎建設(如地面天線)。這些系統會與建設好的導航系統(如全球定位系統(英語：Global Positioning System))連繫並執行工作，處理航線資訊及偵測交通擠塞、收費及道路設施。基於這些資訊，車輛便可以采取合適的行動，避開危險或重新規劃航線。不過，這些系統仍然存在不少問題，例如資訊更新度不足，這反映合時而持續的資訊對於這種科技相當重要。例如載具會依靠當前道路的指示及標記所給出的資訊作出決定。
而隨著自動汽車的發展，很多車輛預期會摒棄化石燃料驅動，發展成電力推動。為了配合自動化系統的發展，亦要求開發商發展出高質量的電動車。這些自動汽車仍然可以沿用現今大部分汽車使用的組件，如自動變速器及氣袋等保護裝置。
不少政府亦考慮將城市改造成智慧城市，為自動汽車提供充足的配套設施。而要令這些車輛有效運作，駕駛者在科技層面上亦要與車輛有所連繫。隨著智能電話的發展，預計自動汽車能夠連繫到智能電話或相關設備。

## 相關科技成果
美國汽車協會交通安全基金會（AAA Foundation for Traffic Safety）對兩款自動緊急剎車系統進行了測試: 一款是防撞，另一款是降低車禍撞擊對汽車的影響。實驗測試兩種系統於接近移動及非移動物體時的制動情況，發現防撞系統降低的速度是另外一款系統的兩倍。而即使兩部測試車以相差每小時30英里的速度行駛，後者可令車輛避免百分之六十的撞擊機率。

### 環保性安全道路汽車排列計劃(The Safe road trains for the environment(SHARE) Project)
這計劃主要目標是將自動車輛排成一列的車隊，不但可以為駕駛者提供舒適的旅程，亦可以令他們更安全到達目的地。駕駛者亦可以透過啟動與帶隊貨車連繫的自動駕駛系統加入目標的車隊。這計劃的概念是取自火車系統，並融合到自動駕駛科技上。這除了簡化城市之間的運輸之外，亦間接疏導了沈重的交通壓力。
在某些地方已經對自動駕駛系統進行了測試。例如在美國匹茲堡，整個城市都用作自動駕駛Uber的測試地點。而在美國加利福尼亞州，研發人員亦對自動巴士進行了廣泛的測試。這些自動巴士通過道路上的磁道釘(magnetic markers)作橫向控制，而自動卡車隊伍則採用了毫米波的無線電及雷達系統作縱向控制。

## 各種挑戰

### 技術挑戰
系統可靠性：自動化汽車需要使用大量的感應器及安全措施以應付各種突發情況。即使遇上機件故障，自動汽車應該確保其軟件及硬件可以從故障中恢復運作。
系統預測之可靠性：人類駕駛者擅長觀察其他駕駛者細微的動作，包括眼神接觸或手勢等。全自動駕駛系統應該像人類一樣能夠預測其他車輛的動態。前題自動汽車應懂得遵循交通規矩，例如判定是否合時機駛過道路交匯點等等。自動汽車應該對周邊的環境有很好的理解，以應付不同的交通情況。
系統質素提升：測試自動車的準確度仍未足夠。另外，為應付道路繁忙的交通及障礙物，自動駕駛系統應配備優良的追踪演算法及迅速的反應時間。系統應能夠探測到看不見的的物體，使車輛避開意外。

### 社會層面的挑戰
根據技術接受模型（Technology Acceptance Model，簡稱TAM，又稱科技接受模型）指出，影響顧客購買自動汽車的因素包括：
可用性(usefulness)：因為自動化汽車可節省旅程時間及簡化生活，所以成為他們考慮的其中一個因素。自動化汽車是否比其他交通有用亦是他們考慮的因素。
易用性(ease to use)：自動車的易用性是影響大眾選用自動化汽車的重要因素。儘管越來越多人關心的是自動化汽車的安全性，而非它的易用性。
可靠性(trust)：自動化汽車有良好的安全性、數據私穩及系統安全保護，代表顧客會更傾向接受自動汽車。
社會影響因素(social influence)：人與人之間的想法亦會影響顧客接受自動汽車的程度。這可能是由於傳統上汽車就代表著人的地位象徵。

### 監管上的挑戰
實際的路面測試是製造自動汽車重要的一環。當廠商於公共道路上測試他們的汽車時，監管者有責任確保道路的安全。監管者因此致力尋找折中的方法，使車輛能運用這些尚待成熟的科技同時能確保道路安全之餘，亦可以借此機會測試他們的自動汽車。

## 地面載具
自動化地面載具指採用了自動化及遙距控制系統的載具，如門式起重機、礦用卡車、拆彈機械人、機械昆蟲及無人駕駛拖拉機等等。很多自動及半自動化載具都是以搭載人類為目的而製造。
網格區域自動行走系統(Free Ranging On Grid(FROG))，透過磁軌及監控系統行駛，不少廠商已經於工廠範圍使用這類自動系統。在荷蘭的艾瑟爾河畔卡佩勒，穿梭巴士ParkShuttle自1999年亦採用了FROG自動系統，這種個人快速運輸系統（英語：Personal Rapid Transit）用以將Rivium商業園區及鄰近的鹿特丹市連結起來。

### 普通汽車類
普通汽車自動化的方向側重於發展更多無人駕駛汽車，及將更多非自動車改造成半自動車輛。
普及半自動汽車應該是較快可以達成，因為這類汽車較少依賴最為尖端的科技。如德國的RUF及美國的TriTrack兩間汽車公司正開發一種專門的私家車，在普通道路上它可以人手駕駛，也可以駛到單軌/導軌之上作自動行駛。
發展無人駕駛汽車及自動公路系統（英語：Automated highway system(AHS))亦是另一個方向。這款系統要求公路的車道上鋪設磁性材料，以指導無人駕駛汽車行駛。相關車輛一般配置了自動汽車制動系統 (英語：Auto Vehicles Braking System (AVBS))。公路上的電腦系統亦會協助管理交通及指揮車輛使它們避免相撞。
在2006年，歐洲聯盟委員會開展一項名為“智能車旗艦計劃(英語：Intelligent Car Flagship Initiative)”的智能車發展計劃,以發展不同的智能車系統，包括：
自適應巡航控制（英語：Adaptive cruise control (ACC))
車道偏離警示系統（ 英文：Lane Departure Warning System(LDWS)）
AWAKE計劃：開發防瞌睡系統，避免司機於駕駛時有瞌睡的情況。

#### 相關自動系統
車輛跟踪系統：如ESITrack及Lojack等系統
後視警報系統：主要偵測車後的障礙物
防鎖死煞車系統（英語：Anti-lock braking system (ABS)或Emergency Braking Assistance (EBA))：主要用來防止車輛於煞車時鎖死而失去牽引力，一般配以電子制動力分配系統（英語：Electronic Brakeforce Distribution(EBD))一同使用。在大部份情況下，系統縮短了停車距離，但更重要的是令車輛於煞車時仍然能如常轉向。
牽引力控制系統（英語：Traction control system (TCS))：當驅動輪失去牽引力打滑時，透過控制制動或油門，使車輪不再打滑。
四輪驅動系統（英語：Four wheel drive (AWD))及中央差速器：作用是將動力分佈到四個車輪，以減少驅動輪打滑的機會。它亦會減少車輛轉向過度及不足的情況。
車身動態穩定系統（英語：Electronic Stability Control(ESC))：當車輛感應到快要失控時介入以提高車輛的操控性，減少車輛轉向過度及不足的情況。
動態轉向反應系統（英語：Dynamic Steering Response (DSR))：提供適當的轉向輔助，以適應車速及路面情況。

#### 其他自動汽車系統或功能
自動調節車頭燈
高級自動碰撞通知系統(英語：Advanced Automatic Collision Notification)
智能泊車輔助系統(英語：Intelligent Parking Assist System)
自動泊車系統(英語：Automatic Parking)
汽車夜視（英語：Automotive night vision)及行人偵測功能
盲點偵測系統（英語：Blind spot monitoring)
駕駛者監控系統（英語：Driver Monitoring System)
無人駕駛系統：主要用來舒緩司機駕駛時的壓力、提高駕駛效率、增加駕駛安全性及減低汽車對環境的污染。
汽車防撞系統（英語：collision avoidance system）
交通標誌辨識系統（英語：Traffic-sign recognition (TSR))
車距控制輔助（英語：Distance control assist)
失能開關/駕駛失知制動裝置（英語：Dead man's switch)

### 無人駕駛公交車

#### 無人穿梭巴士
在荷蘭的艾瑟爾河畔卡佩勒市，自動公交車ParkShuttle自1999年開始投入服務。它是一輛擁有12座位及10企位的穿梭巴士，服務路線是一條長1.8公里的專營道路。行車系統透過安裝於道路上的磁體來讓它確定自身的位置。在2012年，另一部無人穿梭巴士於葡萄牙接受測試。
無人穿梭巴士現在已經毋須依靠磁性標記便可以於複雜的交通環境中行駛，但只可以以每小時32公里的速度行駛。更多無人穿梭巴士的測試已經進行中，且多數於安靜且交通疏落的道路、公共小路或私家路，及特定的測試場地進行。現在無人穿梭巴士載客量已發展到由6座位到20座位都有。
2018年7月，百度宣佈計劃以商業方式業銷售100輛8座位的自動駕駛巴士。
截至2020年8月為止，總計有25個廠商生產這款自動汽車，包括2GetThere、Local Motors、Navya SAS、百度、EasyMile、豐田及Ohmio等。
2020年12月，豐田公開發佈載客量達20人的無人穿梭巴士"e-Palette"，計劃於2021年東京奧運會上使用。豐田表示會於2025年前將這款汽車投入到商業應用上。
2021年1月，一份由Navya發表的投資報告指出，預計2025年全球的共享自動汽車銷量將會達到12,600部，等於市值17億歐元。
2021年5月，主要由通用汽車持有的自動車廠Cruise，宣佈他們會於2023年大量生產自動汽車"Origin"。在2020年，他們預計每部"Origin"的製造成本為50,000美元。
2021年6月，中國車廠宇通客車表示已經於鄭州市投放100部10座位的小型自動巴士"小宇2.0"。

#### 進一步發展
2017年1月，荷蘭地鐵機構宣佈將會更換及擴充無人穿梭巴士ParkShuttle使用的系統，包括往外延伸它的道路網絡，使它可以在真實的交通路面上行走，但後來決定延後至2021年執行。
某些地方已經允許於這款無人穿梭巴士於私人道路上行駛。例如廠商宇通客車利用它作為工地與工地之間的交通。
2016年12月，佛羅里達州的傑克遜維爾交通管理局（英語：Jacksonville Transportation Authority (JTA))宣佈有意將市內的單軌鐵路Jacksonville Skyway更換成無人穿梭巴士，並將巴士放到現有的鐵路高架結構上行駛。這計劃名為 "Ultimate Urban Circulator"或"U2C"，預計會耗支三億七千九百萬美元。
2021年6月，據報道Cruise已經對100部Origin的雛型車進行驗證測試。

#### 公共巴士
早在2017年，中國深圳市已有第一批的自動駕駛巴士「阿爾法智能巴士」出現，屬全國第一個無人駕駛公交試運行的巴士，載客量最多為25人，單次航行里程可達150公里。而在2018年，廠商愛立信(Ericsson)與公共交通部門及技術供應商合作，於斯德哥爾摩市的路面進行為期六個月的無人巴士試行。
英國亦於2019年年中開始首次對無人巴士進行測試。自動系統由英國Fusion Processing公司所提供。有了這系統，巴士就可以自動前往清洗中心、加油地點及停泊於專用的停車位上。
2020年7月，日本的人本機動研究中心（英語：Human-Centered Mobility Research Center (HCMRC))與Nippon Koei及五十鈴兩間公司合作，為他們開發的中型巴士展開一連串測試，試行地點包括日本的三田市及大津市等五個城市。

#### 無人公共巴士
Navya "Arma"：L4等級，可容納15人，最高速度每小時45公里，充滿電可走最多 150 公里。
Navya "Autonom"：L4等級，可容納15人(11座位及4企位)，運行速度每小時25公里，充滿電可走約9個小時。
Local Motors "Olli 2.0"：L4等級，可容納12人，一般以每小時25英里行駛，八成汽車組件由3D打印而成。
Texas A&M：可容納4位乘客，最高速度每小時7至10英里。
LUTZ Pathfinder：全自動無人駕駛，可容納2人，最高速度每小時24公里(即每小時15英里)，續航里程為64公里。
Ligier "EZ10" EasyMile ：L4等級，純電力驅動，可搭載12位乘客，最高時速可以到達40公里。
Westfield Autonomous Vehicles "POD"：配備傷殘人士專用位置，可容納4至6位乘客，限制行駛速度為每小時40公里，可走約6至8個小時。
NEXT Future Transportation "pods"：平均行駛速度每小時20公里，可容納10人(6個座位及4個企位)，充電時間為6個小時，之後可連續行走3小時。
百度 "阿波龍"：L4等級，可容納14人(8個座位及6個企位)，最高速度每小時40公里，續航里程為100公里。
Ohmio "Lift"：可容納20人，部分汽車組件由3D打印而成，最高速度每小時25公里，Ohmio LIFT XT1型號更可以容納50多人。
宇通客車 "小宇2.0"：L4等級，可搭載10位乘客，最高速度每小時40公里。
財團法人車輛研究測試中心（ARTC）"WinBus"：L4等級，可搭載15位乘客，最高速度約為每小時50公里，續航里程約為70公里。
文遠知行 "文遠小巴"：L4等級，最高時速40公里。
豐田汽車 "e-Palette"：L4等級，載客人數最多為 20 人或 4 台輪椅，最高時速32公里，車輛續航力約 145 公里。

#### 摩托車
本田概念電單車：其騎行輔助技術（英語：Riding Assist) ，能自行保持平衡甚至移動，就算是低於時速5英里或處於停止狀態，也不需要藉助支撐來保持平衡。當電單車車速度減慢時，前輪就會自動降低來提升平衡力。這些功能都是借鑑Honda ASIMO 機械人和自我平衡小型電動車 UNI-CUB的技術發展而成。
BMW自動駕駛電單車R 1200 GS：這款電單車可以自主開車加速、傾側過彎轉向、轉檔，甚至停車。不過BMW透露，他們無意發展無人駕駛電單車，只是想利用這些測試平台了解更多有關電單車的動態，以開發更多設備及科技保障駕駛者的安全。
Yamaha "Motoroid"：這款無人駕駛電單車可以低速自動駕駛而保持平衡，配合人工智能及攝影機，甚至可以認出車主，並聽從主人的身體指令而行動。

#### 卡車
加拿大的森科能源公司(英語：Suncor Energy)及力拓集團(英語：Rio Tinto Group)是首批採用無人駕駛商用卡車的公司。2016年4月，荷蘭政府組織了一項自動卡車活動，由三個國家的各個車廠，包括Volvo及Daimler等公司各自派出卡車車隊，從他們所屬的國家前往目的地荷蘭。
根據英國資訊公司IHS Inc.於2016年6月發表的一份報告指出，隨著無人駕駛卡車發展，卡車於美國的銷量預期會於2035年前達到六萬部。
在歐洲，環保性安全道路汽車排列計劃(The Safe road trains for the environment(SHARE) Project)是自動卡車一個重要的發展方向。
根據普華永道(PwC)一份報告指出，自動卡車的發展將會引伸出很多問題，包括影響美國三百萬名職業司機，以及四百萬與之相關行業人員的生計(如加油站、餐廳、酒吧及酒店等)。有些公司則致力於開發配置等級3系統的卡車，保留人類作為司機的角色。雖然自動卡車發展存在各種隱憂，但可以間接地改善卡車司機的生活，讓他們有更多家庭時間。
由於購買這些卡車的公司已經不再需要聘用卡車司機，他們將負上更少因意外而生的法律責任，工作效率亦會因此上升(自動卡車不用休息)，最終節省公司的運輸成本。通過處理各種實時數據，自動卡車可以提高服務效率，亦可以解決交通擠塞的問題。運輸公司亦因此可以將日間的工作時間，分配到夜間或其他交通量較疏落的時段。

#### 列車
自動列車操作系統（英語：Automatic Train Operation，縮寫：ATO）最早在倫敦地鐵維多利亞線（Victoria Line）正式使用，1962年開始於日本東京營團地鐵日比谷線試驗。根據國際公共運輸聯合會 (UITP)的定義，列車的自動運行等級（Grades of Automation，GoA）分成五等，由第零等(GoA0)至第四等(GoA4)。世界各地已經採用第四等(GoA4)的無人看守運行系統，即列車自動運行及停止、開關車門和突發事件的處理均完全自動化，列車上無人員值守。
詳見自動列車操作系統

#### 自動導引車
自動導引車（AGV, Automated Guided Vehicle）是一類輪式移動機器人，沿着地板上的導線或標記塊或磁條運動，或者通過視覺導航或激光導航。多用於工業生產，在車間、倉庫運輸貨物。詳見

## 航空載具

### 無人航空載具
無人航空載具（英語：unmanned aerial vehicle，縮寫：UAV）廣義上為不需要駕駛員登機駕駛的各式遙控飛行器，在用途上通常分為軍用和民用。無人機通常使用遙控、導引或自動駕駛來控制。可在科學研究、場地探勘、軍事、休閒娛樂用途上使用。
詳見無人航空載具

#### 運輸式無人飛機
運輸式無人飛機（英語：Delivery drone)是其中一種無人航空載具，主要用途是運送包裹、醫療物資、食物或其他貨物到目的地。很多傳統及初創的運輸公司都想於這個無人飛機市場分一杯羹，尤其UPS Flight Forward、Alphabet Wing及Amazon Prime Air三間運輸公司於無人飛機運輸發展領域上正處於領導地位。
然而立法及監管機構的法律框架卻成為了無人飛機投入服務的最主要障礙。對於這款無人飛機而言，每個國家的法律框架都各有不同，例如在冰島，管理部門已經為運輸式無人飛機操作訂立許可證制度。而哥斯達黎加、意大利、阿聯酋、瑞典等地對有關商業無人飛機的法規則寬鬆得多。
另一方面，有些國家則對無人機的商業營運採取有效禁止(Effective ban)或完全禁止(Outright  ban)的方式。蘭德公司(RAND Corporation)的研究報告指出，有效禁止與完全禁止的區別在於，前者指該國家用一種較為間接的方法禁止商業無人機，即商業無人機的發牌制雖然是明文規定，但申請者基本上是難以達到發牌要求，或相關許可證獲批的機會根本是相當微。
在美國，UPS是為一一間公司通過美國聯邦航空管理局第135部標準認證(英語：Part 135 Standard certification)，這使到公司可以通過無人機將貨品直接運送到客人手中。
有些國家如荷蘭及比利時，仍然於將商業無人機納入航空管理框架的議題上糾纏。他們對商業無人機施加各種限制措施，例如，限制無人機於操作者的視距範圍內操作（英語：visual line of sight (VLOS))，以限制無人機的飛行範圍。一些國家容許操作者將無人機駛出視距範圍外，但受限於各項條例及操作者本身的評級，美國就是其中一個例子。
為提高無人機操作的安全性及效率，政府及業界需發展出各種專業的訓練課程、駕駛考試及有關保險制度。
詳見

## 水面載具

### 無人水面載具
無人水面載具（英語：Unmanned surface vehicle，縮寫為USV)，或稱自主水面載具（Autonomous surface vehicles，縮寫為ASV)可用來完成各項海上保安、研究及具危險性的工作。USV及ASV的分別在於，後者除了可實現遙距駕駛，亦可以實現完全無人駕駛，前者則只可實現遙距的無人駕駛。兩款載具應用的範圍包括商業海上航運、環境及氣候監測、繪製海床地圖、客運、監控、基礎建設檢查、軍事作戰等用途。
詳見無人水面載具

## 水下載具

### 無人水下載具
無人水下載具（Unmanned underwater vehicles，UUV）也稱無人潛航器，或稱水下無人機（underwater drones），泛指在水面下的無人駕駛載具。主要可分為兩大類，一為需要人類操作的遙控潛水器（remotely operated underwater vehicles，ROVs），ROV使用一條包裹有銅線和光纖的繫繩與工作母船連接，操作者可即時傳遞命令給載具；另一種為自主水下載具（英語：Autonomous Underwater Vehicle，縮寫AUV）是無人水下載具的一種，外型可像一小型潛艇或魚雷，它沒有以電纜連接到母船或外部的操作者，而依據控制器編程以自動執行其任務。
詳見無人水下載具

## 其他

### 輔助機械人
BostonDynamics "Spot"是一款四足型的機械人，具有高度靈活性，可穿越各種室外及室內地形，更配備不同的感應器，包括360度的攝影機及陀螺儀。它亦可以自主行走而避免撞上物體，即使被推倒亦可以保持平衡。雖然這款機械人的設計目的不是用來供人騎行或搭載，但可以攜帶某程度的負重作為建築及軍事之用，以穿越各種不同的地形環境。

## 對於無人駕駛載具的憂慮

### 駕駛者可操控程度不足
自動等級越高的載具，代表人類駕駛者對載具的控制程度越少(等級5的載具代表完全毋須人類控制)。當中令人關注的地方是駕駛者對自動駕駛載具的信任度。跟據凱利藍皮書(英語：Kelley Blue Book (KBB))於2016年美國進行的全國性民意調查指出，大部分民眾仍選擇可作某程度控制的汽車，而非全自動駕駛的載具。而根據一半受訪者指出，載具的自動等級越高，駕駛者的安全意識則越低。美國汽車協會交通安全基金會(英語：AAA Foundation for Traffic and Safety (AAAFTS))於2019年所做的調查亦指出，雖然大眾對自動車已經有一定程度的信任，但大部分人仍然對這種科技存有質疑，尤其是對於等級5的全自動載具。它更指出，隨著大眾對這種科技的認識有所提升，他們對自動系統的信任度就越高。

### 故障所引起的意外
其中一個大眾不信任自動車的原因是，汽車失靈可能會導致各種意外。儘管自動車能改善交通安全，減低發生車禍的機會及其嚴重性，但仍有可能發生導致致命意外。直至2018年，至少有113宗意外是與自動車有關。而Google則表示在2015年，他們共錄得272件事故是與旗下自動車失靈有關，其中13次需要駕駛者介入以阻止致命意外發生。除此之外亦錄得不少自動車失靈的個案，包括2018年3月在亞利桑那州坦佩市（Tempe）發生的自駕車撞死人事故，造成47歲的女行人伊萊恩．赫茨伯格（Elaine Herzberg）當場死亡。這也是全球自駕車第一次發生致死交通事故。

### 道德問題
事實上，自動車無可避免會遇上交通事故。當遇上事故時，自動車的系統需要進行很多計算工作，甚至冒上某程度的風險，以降低意外的嚴重性。當人類駕駛者無可避免遇上交通事外時，他們會基於道德及倫理因素作出自動反應。對於一部無人控制的第五級自動車而言，其系統就成為人類的角色，作出反應。有別於人類，自動車沒有所謂的本能反應，只會根據內在的編碼指令作出相應的行動。加上，每宗交通意外的情況都有所不同，總不能將單一的處理模式套用到不同的事故上。
兩項於2019年進行的研究指出，現時路面同時出現半自動及非自動車的狀況，會令交通的複雜性增加。
其中一些問題亦需要考慮，包括與自動車相關的法律責任、責任的分配、系統決策的效率及自動車於複雜道路環境下的表現。Steven Umbrello及Roman V. Yampolskiy兩位研究者提出，採用價值敏感設計(英語：Value-Sensitive Design)的方式設計自動車，意思是將人的價值一併納入資訊系統設計之中，以解決一些道德問題。